# 全部揃えてみます。〜ちょっと自慢できる雑学テレビ〜
『全部揃えてみます。〜ちょっと自慢できる雑学テレビ〜』（ぜんぶそろえてみます ちょっとじまんできるざつがくテレビ）は、フジテレビ系列で2016年から不定期放送されているバラエティ番組。

## 概要
当番組は、巷で気になるあらゆるものを一気に“全部”揃えて、全て揃えることで意外な驚きの発見を見つける番組である。

## 出演者
- MCは存在せず、ゲストとして原則、毎回3〜8人程が出演。

## 放送データ
| 回数  | 放送日                  | 放送時間（JST） | 出演者 | 備考                 |
| ----- | ----------------------- | --------------- | --- | -------------------- |
| 第1回 | 2016年10月5日（水曜日） | 0:35 - 1:35     | 渡部建（アンジャッシュ）、博多大吉（博多華丸・大吉）、足立梨花                                                                                                |                      |
| 第2回 | 2017年9月15日（金曜日） | 19:57 - 21:49   | 博多大吉（博多華丸・大吉）、山里亮太（南海キャンディーズ）、西野七瀬（乃木坂46）、 高橋英樹、テリー伊藤、井森美幸、横澤夏子、堤礼実（フジテレビアナウンサー） | 『金曜プレミアム』枠 |

## スタッフ
第2回
- ナレーター：銀河万丈
- 企画：東園基臣
- 構成：鮫肌文殊、一文無隼人、村上卓史、藤田俊哉、渡邊勇穂
- TD：菊池謙
- CAM：宮内雄輝
- 照明：奈良芳男
- AUD：澤津橋武志
- VE：岡部菜穂子
- CG：奥田真也
- イラスト：今野さと子
- 音効：樋口謙（メディアハウス）
- 編集：國井美智
- MA：渡邊優久
- TK：小島陽子
- 美術プロデューサー：橋本昌和
- デザイン：齋田崇史
- メイク：山田かつら
- 大道具制作：内海靖之
- アクリル装飾：松本健
- スタイリスト：山下友子
- 電飾：後藤佑介
- 生花装飾：荒川直史
- 技術協力：共同テレビジョン、IMAGICA、東京オフラインセンター、Style-0、スウィッシュ・ジャパン
- 美術協力：フジアール
- 広報：池田綾子
- リサーチ：小島美一
- AP：鈴木裕奈、奥秋桃子
- AD：香月信、綿貫智彦、日野絢介、二宮啓、大瀬花恵、古澤由佳、平柳翔馬
- ディレクター：長久保彰宏、岸宏美、立浪貴司、峰尾圭一、木畑直記、中島義天
- プロデューサー：服部信男、藤代賢二、八木信人、渡辺舞
- 演出：後藤美和
- 制作協力：FCC、オレンジ、スマイト・ピクチャーズ
- 制作著作：フジテレビ